# Cryptanthus bibarrensis
Espèce
Cryptanthus bibarrensis est une espèce de plantes de la famille des Bromeliaceae, endémique du Nord-Est du Brésil et décrite en 2002 par le botaniste brésilien Elton Leme.

## Distribution
L'espèce est endémique de l'État de Bahia dans le Nord-Est du Brésil.

## Description
Selon la classification de Raunkier, l'espèce est hémicryptophyte.